# ふじポン
ふじポン（本名：藤江 香子 - ふじえ こうこ、旧姓：藤井、1979年1月23日 - ）は、岩手県を中心に活動するローカルタレント。盛岡市出身。血液型はB型。

## 人物・来歴
盛岡白百合学園高等学校卒業後（高校時代の同級生に元TBSアナウンサーの川田亜子、元IBCアナウンサーの石田麻衣がいる）、千葉県内の短大へ進学して卒業。託児所勤務を経て、岩手めんこいテレビの深夜番組「耳Tab」でデビュー。当時は素人としての出演であった。
後に同局のミニ番組「ELEPHANT MEMORY」で方言とダジャレを発する謎のMCとして登場。顔を遠くからしか映さない演出で、逆に注目される。さらに同局で過去に放送された情報番組「空飛ぶ三輪車」に起用され、本格的にMC業に進出。村上まゆこと息の合った司会振りでさらに人気を集める。
以降はタレントとして県内に広く認知されるようになり、ユニークなキャラクターと多芸ぶりを生かし、岩手では珍しい「マルチタレント」として活躍の場を広げているほか、隣県の青森県および宮城県のイベントや番組にも出演している。
番組で岩手競馬コーナーを担当したことをきっかけに、岩手競馬キャラクターを務めることとなり、現在もイベントや番組出演などで接点が続いている。グリーンチャンネル「iちゃんねる」は初めての全国放送レギュラー番組となった。また岩手から遠く離れた高知競馬のイベント出演もしており高知けいばYouTubeチャンネル『ヨルノヲケイバ』の出演メンバーの一人である。
2009年10月5日0時から翌0時まで、10月12日に開催されたマイルチャンピオンシップ南部杯を盛り上げるため、しょこたんが持つ1日のブログ更新回数231回を超える240回以上を目指して更新を始めた。そして22時23分頃に240回を達成し、最終的な結果として271回更新という大幅な記録更新が行われた。
2018年5月30日、プロバスケットボールチーム岩手ビッグブルズの当時選手だった藤江建典と結婚。

## 出演

### テレビ
- 8っぴーサタデー（岩手めんこいテレビ）

### ラジオ
エフエム岩手
- めっげだ！みちのく情報局
- わんこらじお
- ふじポン・アンダーエイジの花金ラジオ

MBSラジオ
- GI最前線 ジョッキー★ナイト（2011年10月29日、11月26日、12月17日）

### CM
- 岩手競馬（2006年からキャラクターに起用され、イベントにも参加している）
- 純情米いわて（CMソングも担当、後述）
- 岩手県選挙管理委員会（2007年統一地方選挙）
- 岩手県対ガン協会
- NTTドコモ東北
- 「がんばろう岩手!ギネスに挑戦」シリーズ（名称不明）
- 帝都運転代行社（CMソング「飲んだら呼ぼう!帝都運転代行社」も歌う）
- アメリカンホーム保険会社（岩手・宮城）
- JAマイカーローン（ポスター・ラジオ）
- ソニー損保の自動車保険
- プライベートVIERA・岩手編（パナソニック）
- 株式会社フローラ　天然植物活力液 HB-101
- フル暖「エオリア」ウィンターニュース岩手編（パナソニック） 西島秀俊と共演。
- 岩手県 ジェネリック医薬品
- リベスト (住宅展示場)
- 岩舘電気 (2018年)
- 軽自動車専門店 ECO CAR PARK（岩手県）
- 岩手県警察「特殊詐欺被害防止」（2025年） - お侍ちゃん、中川あい子と共演

## 過去の出演番組

### テレビ
岩手めんこいテレビ
- 耳tab（素人として出演）
- Mセレクション（ナレーション）
- ピンクのしっぽ（占いコーナーに出演）
- 空飛ぶ三輪車（司会）2003年4月-2006年9月
- ELEPHANT MEMORY（司会）2001年4月-2007年3月
- アニキーッ!、帰ってきたアニキーッ!（司会）2007年9月終了
- ふじポンチャンネル
- あなろぐ an@log（岩手めんこいテレビ、レポーター。2006年10月～）
- はちきゅん（司会）2011年4月 - 2016年3月
- 桃色つるべ〜お次の方どうぞ〜(関西テレビ制作 2018年7月29日・8月5日・11日・18日、9月8日)

その他
- 大泉洋プレゼンツ 地タレ?大集合ふるさと大好き宣言!（札幌テレビ制作、北海道・東北6県ブロックネット）

岩手県代表のローカルタレントとして出演
- 美味しい韓国いただき～グルメガイド作っちゃうぞ～in Seoul（ミヤギテレビ・テレビ岩手、2009年4月）
- アグレッシブですけど、何か?（広島ホームテレビ）　※放送日は制作キー局（HOME）に準ずる

2009年6月29日・7月6日 ローカルMCサミットin広島 、9月7日 番組制作費一点賭けツアー（盛岡競馬場にて登場）
2014年5月28日（＃329） 絶景じゃないと受けられない授業 ～グラビア界の裏側～
- 突撃!ナマイキTV（東日本放送、「デパスパ一番乗り」コーナーの木曜生中継担当）2008年4月～2010年12月
- ウッキー!ふじポン（テレビ岩手、司会）
- 8!tabe-TV（青森朝日放送・岩手朝日テレビ、不定期レポーター）
- まんぷくおかわり（岩手めんこいテレビ、ナレーション）
- パルピカ（テレビ岩手 日曜21:54～）
- iちゃんねる（グリーンチャンネル）
- 東北さんぽ（旅チャンネル）

### ラジオ
- クラブチェンジジェネレーション!（2005年12月放送終了　FM岩手）
- 魁!ミュー塾（2005年3月～2009年3月　FM岩手）
- 勝ちそー（2007年4月～　FM岩手）
- らじポン（2009年4月～　FM岩手）

## 作品

### CD
- アンタ/純情産地ときめきブルース（2004年10月 純情米いわてCMソング）

### iTunes配信
- Never give up（2010年）
iちゃんねる（グリーンチャンネル）挿入歌